# Péter Lendvay
Péter Lendvay, madžarski rokometaš, * 1976.
Leta 2004 je na poletnih olimpijskih igrah v Atlanti v sestavi madžarske reprezentance osvojil 4. mesto.